# Eulophus crinicornis
Eulophus crinicornis är en stekelart som beskrevs av Jean Pierre Omer Anne Édouard Perris 1841. Eulophus crinicornis ingår i släktet Eulophus och familjen finglanssteklar.
Artens utbredningsområde är Frankrike. Inga underarter finns listade i Catalogue of Life.